# Bagabag
Bagabag (Bayan ng Bagabag) är en kommun i Filippinerna. Kommunen ligger på ön Luzon, och tillhör provinsen Nueva Vizcaya. Folkmängden uppgår till 30 652 invånare.

## Bildgalleri

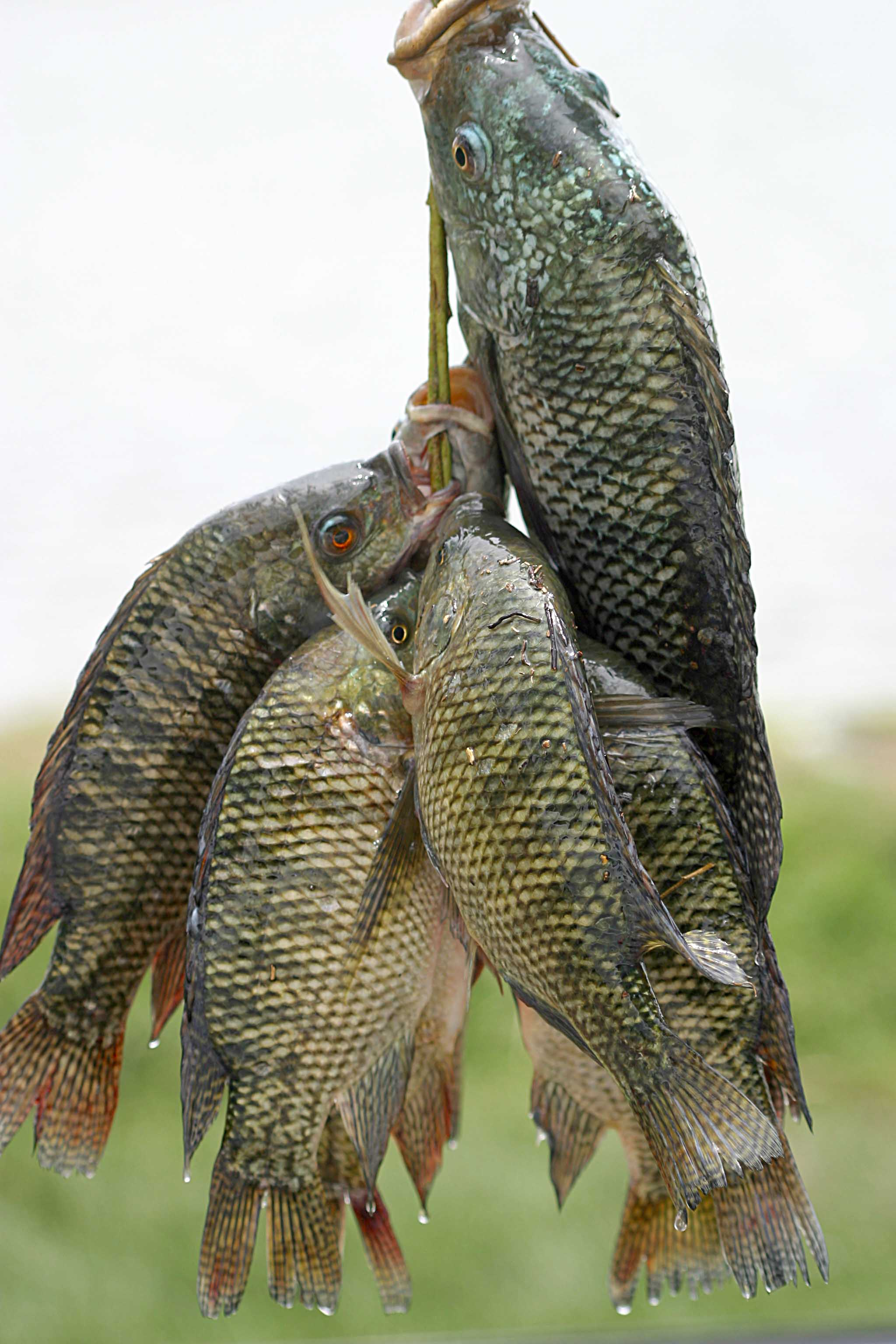

## Barangayer
Bagabag är indelat i 17 barangayer.
| - Bakir - Baretbet - Careb - Lantap - Murong - Nangalisan - Paniki - Pogonsino - San Geronimo (Poblacion) | - San Pedro (Poblacion) - Santa Cruz - Santa Lucia - Tuao North - Tuao South - Villa Coloma (Poblacion) - Villa Quirino (Poblacion) - Villaros |